# Franck Pourcel
Franck Pourcel (Marseille, 14 augustus 1913 - Neuilly-sur-Seine, 12 november 2000) was een Frans dirigent en componist. Hij dirigeerde tientallen keren tijdens het Eurovisiesongfestival en bracht albums uit in de genres easy listening, jazz en pop.

## Biografie
Pourcel studeerde klassiek vioolspel aan het conservatorium van Parijs. Jazzmuziek, en in het bijzonder het spel van de Franse violist Stéphane Grappelli, had een grote aantrekkingskracht op hem. Na zijn studie sloot hij zich dan ook aan bij verschillende jazzcombo's.
Aan het eind van de jaren 1940 werd hij bandleider van de French Fiddlers. Deze groep werd bekend om de jazzversies van klassieke nummers en klassieke arrangementen van jazz- en popmuziek. De groep verwierf een contract bij het platenlabel Pathé-Marconi (later onderdeel van EMI) en kende haar eerste hit met Blue tango in 1952. Het nummer Only you uit 1957 van Buck Ram groeide uit tot een populaire tune in de jaren zestig. Net als van het origineel van Ram, verschenen ook van Pourcels versie een groot aantal covers.
Tussen 1956 en 1972 dirigeerde hij tientallen keren tijdens het Eurovisiesongfestival. In de jaren zeventig en tachtig bracht hij verschillende easylisteningalbums uit en schreef daarnaast ook filmmuziek.